# Mike Kelly (Politiker, 1948)

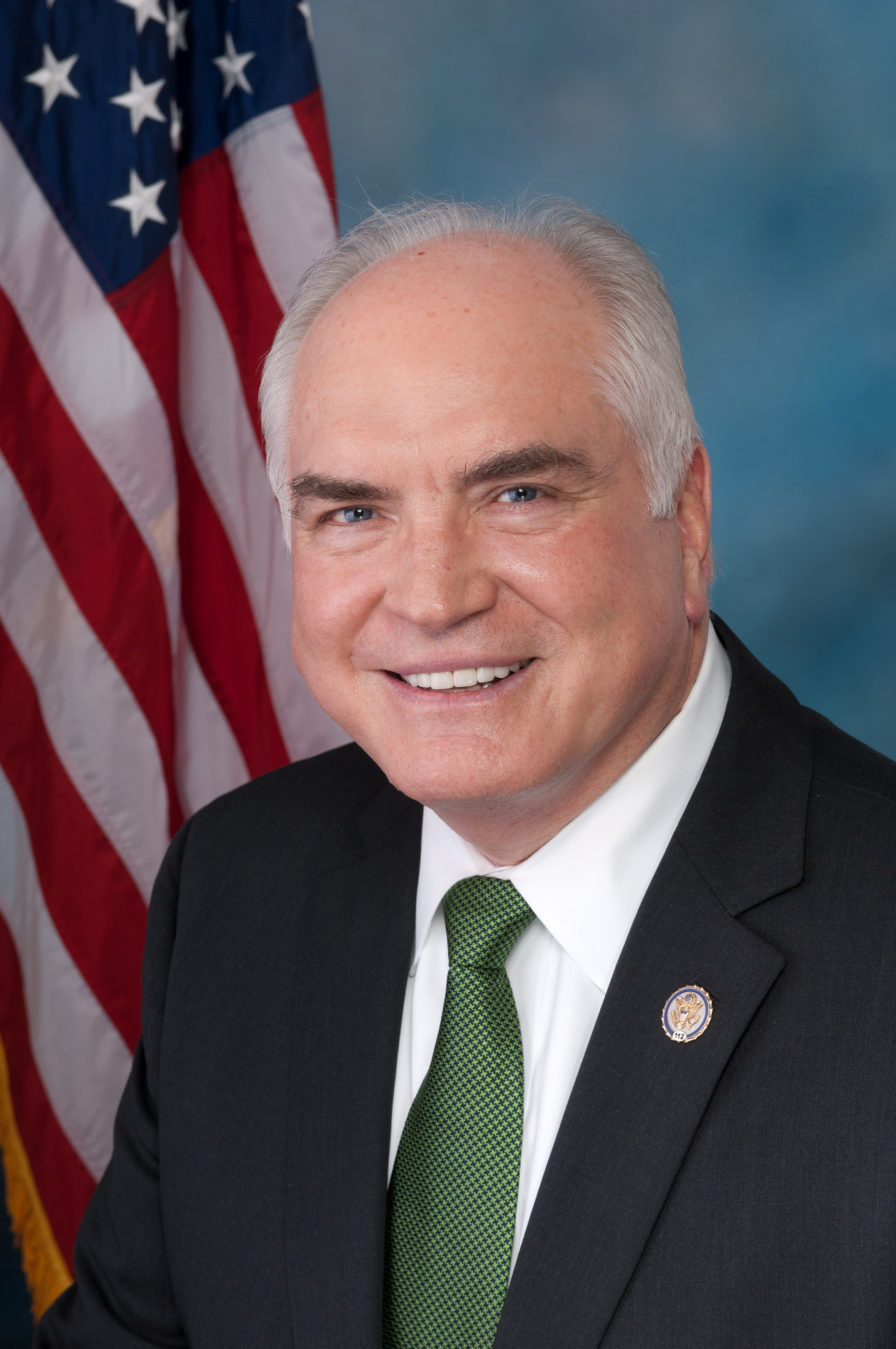
Mike Kelly (2011)

George Joseph „Mike“ Kelly Jr. (* 10. Mai 1948 in Pittsburgh, Pennsylvania) ist ein US-amerikanischer Politiker (Republikanische Partei). Seit 2011 vertritt er den Bundesstaat Pennsylvania im US-Repräsentantenhaus.

## Werdegang
Mike Kelly studierte bis 1970 an der University of Notre Dame in South Bend (Indiana). Danach wurde er Autohändler. Gleichzeitig begann er als Mitglied der Republikanischen Partei eine politische Laufbahn. Zwischen 1992 und 1995 saß er im Schulausschuss der Stadt Butler; von 2006 bis 2009 war er Mitglied im Kreisrat des Butler County.
Bei den Kongresswahlen des Jahres 2010 wurde Kelly im dritten Wahlbezirk von Pennsylvania in das US-Repräsentantenhaus in Washington, D.C. gewählt, wo er am 3. Januar 2011 die Nachfolge der ihm zuvor unterlegenen Demokratin Kathy Dahlkemper antrat. Er wurde 2012, 2014 und 2016 wiedergewählt. Er war zunächst Mitglied im Ausschuss für Arbeit und Bildung, im Auswärtigen Ausschuss und im Committee on Oversight and Government Reform sowie in insgesamt sechs Unterausschüssen. Später wurde er auch Mitglied im Committee on Ways and Means. Außerdem ist er Mitglied mehrerer Congressional Caucuses und im Republican Study Committee.
Nach der Neueinteilung der Wahlbezirke in Pennsylvania trat er in der Wahl 2018 im 16. Distrikt an. Nach Siegen bei den Wahlen 2020, 2022 und 2024 kann er sein Amt bis heute ausüben. Seine aktuelle Legislaturperiode im Repräsentantenhaus des 119. Kongresses läuft noch bis zum 3. Januar 2027.
Kelly ist verheiratet. Mit seiner Frau hat er vier erwachsene Kinder. Das Paar hat inzwischen auch vier Enkelkinder.